# HD 207563
HD 207563，又名BD+19 4793，SAO 90027、HR 8341，是一颗恒星，视星等为6.29，位于銀經75.35，銀緯-25.15，其B1900.0坐标为赤經21h 44m 46.4s，赤緯+19° -25.15′ 48″。